# Пајнланд (Тексас)
Пајнланд (енгл. Pineland) град је у америчкој савезној држави Тексас. По попису становништва из 2010. у њему је живело 850 становника.

## Демографија
Према попису становништва из 2010. у граду је живело 850 становника, што је 130 (13,3%) становника мање него 2000. године.
| Група             | 2000.       | 2010.       |
| Белци             | 675 (68,9%) | 605 (71,2%) |
| Афроамериканци    | 251 (25,6%) | 186 (21,9%) |
| Азијати           | 2 (0,2%)    | 2 (0,2%)    |
| Хиспаноамериканци | 34 (3,5%)   | 44 (5,2%)   |
| Укупно            | 980         | 850         |